# Čínsko-vietnamská válka
Čínsko-vietnamská válka bylo osmnáct dní trvající vojenské střetnutí Číny a Vietnamu v roce 1979. Dějištěm bojů byl severní Vietnam.
Čínská lidová osvobozenecká armáda (ČLOA) zaútočila na severní Vietnam, pronikla na vietnamské území a dobyla několik pohraničních měst. Poté obě strany vyhlásily dosažení vítězství a čínská vojska se z Vietnamu za ničení infrastruktury stáhla.[zdroj⁠?!]

## Rámec událostí
Během americko-vietnamské války se začal Vietnam více sbližovat se Sovětským svazem. Čínsko-vietnamské vztahy se začaly zhoršovat a ČLR vnímala sovětsko-vietnamské sbližování jako část dlouhodobého sovětského plánu obklíčit ČLR.
Ke zhoršení čínsko-vietnamských vztahů přispěly i srážky na vzájemných hranicích, územní spory o Paracelské ostrovy, Spratlyho ostrovy a teritoriální vody v Tonkinském zálivu a spory ohledně statutu a činnosti čínské menšiny ve Vietnamu.
Ke zhoršení čínsko-vietnamských vztahů došlo i v důsledku Vietnamské invaze do Kambodže. ČLR vnímala Kambodžu jako sféru svého vlivu a svržení režimu Pol Pota zasadilo ránu její politice v jihovýchodní Asii. Vytvořením tlaku na severní hranici Vietnamu chtělo vedení ČLR donutit Vietnam ke stažení svých jednotek z Kambodži. Krátkodobě měla tato akce oslabit vojenské akce Vietnamců v Kambodži, dlouhodobě měl být Vietnam vojensky a ekonomicky vyčerpán.

## Průběh
Hlavním velitelem armády ČLOA, která měla provést vojenskou akci proti Vietnamu, byl jmenován dosavadní velitel vojenské oblasti Kanton, generál Sü Š’-jou. Generál Li Te-šeng byl pověřen obranou čínsko-sovětské hranice, u které bylo rozmístěno více než 1 500 000 mužů. 31 divizí ČLOA o síle 330 000 mužů a 1200 tanků bylo přemístěno do blízkosti čínsko-vietnamské hranice.
Vietnamská armáda měla celkem 615 000 mužů, rozdělených do 25 pěších divizí a většina jejích jednotek se nacházela v Kambodži. Na rozdíl od ČLOA (která se v té době nezúčastnila většího střetu více než dvacet let) byla moderní, relativně dobře vybavená a disciplinovaná. Vietnamci se na čínský vpád připravili rozmístěním překážek a min na přístupových cestách a jejich pokrytím dělostřelectvem a minomety.
17. února 1979 překročilo po těžké dělostřelecké přípravě na celkem 43 místech 100 000 vojáků ČLOA čínsko-vietnamskou hranici. Po průniku 10 kilometrů na vietnamské území se ČLOA na dva dny zastavila na obnovení zásob a přísunu více vojáků do oblasti.
Vietnam čínský útok zaskočil, ale nezpůsobil okamžitou paniku. Sovětský svaz reagoval kritikou ČLR, ale sovětský vojenský atašé na velvyslanectví v Hanoji vydal oficiální prohlášení, podle kterého je Vietnam schopen se ubránit sám. Sovětské vojenské námořnictvo přesto vyslalo do vietnamských teritoriálních vod dva torpédoborce.
Po třech dnech urputných bojů dobyla 22. února 1979 ČLOA důležitá vietnamská pohraniční města Lao Cai a Cao Bang a poprvé se střetla s pravidelnou vietnamskou armádou. Vietnamci zvolili strategii vyčkávání. Ztráceli ale jednu pozici za druhou a do oblasti byla vyslána 308. divize vietnamské armády. Její příchod však nezabránil pádu dalšího pohraničního města Lang Son. Vietnam přesunul do oblasti další divizi pravidelné armády z Da Nangu a poté ještě další divizi z Kambodži, ta se do bojů však již nestihla zapojit.
4. března 1979 vyhlásily oba státy vítězství ve vzájemném střetu a boje se zastavily. Následující den vyhlásila vláda ČLR dosažení cílů své operace a stažení jednotek ČLOA z Vietnamu. Stahující se čínské jednotky ničily na obsazeném území infrastrukturu. 16. března 1979 bylo stahování ČLOA z Vietnamu dokončeno a 18. března 1979 vyhlásila vláda ČLR definitivní konec války. Podle tvrzení Vietnamu vojska ČLOA pokračovala na deseti místech podél hranic v okupaci vietnamského území.

## Výsledek střetu

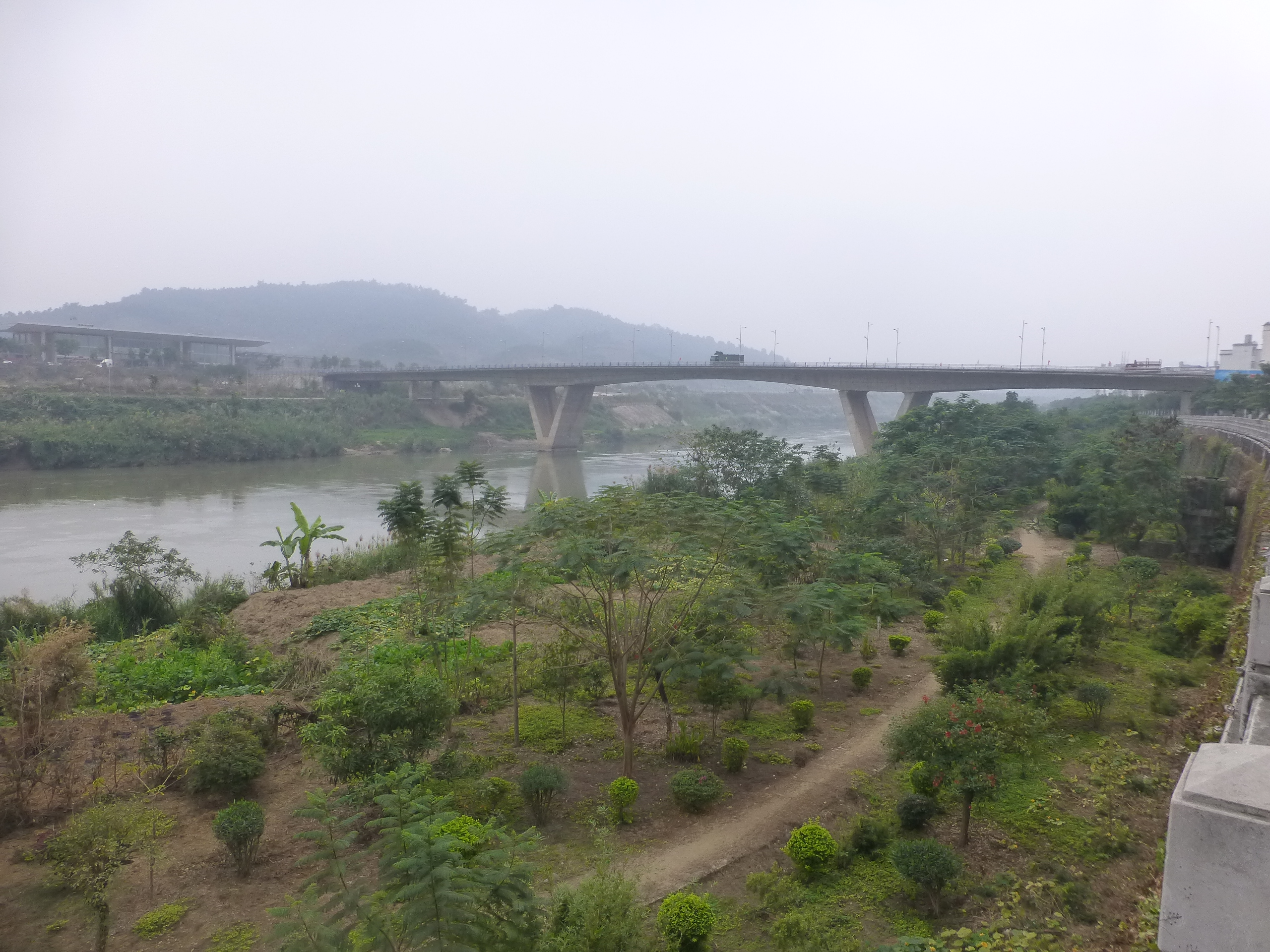
Nový most přes Rudou řeku mezi Hekou a Kim Thành, na hlavní silnici mezi Kunmingem a Hanojí

Obě válčící strany si nárokovaly vítězství. ČLR se ovšem nepodařilo dosáhnout ani jednoho z cílů operace. ČLOA nezasadila žádnou podstatnou ránu ani jedné divizi pravidelné vietnamské armády, neosvobodila žádné ze sporných území, nedonutila Vietnam stáhnout svá vojska z Kambodži a nezměnila vietnamskou politiku vůči čínské menšině žijící ve Vietnamu. Na druhou stranu se ČLR podařilo zaútočit na spojence Sovětského svazu bez toho, aby Sovětský svaz vojensky reagoval. Vietnam se v důsledku konfliktu dostal do izolace a byl vnímán v rámci regionu jako rozvratná síla s hegemonistickými sklony.